# لئون کورائیان
لئون کورائیان  بازیکن فوتبال بازنشسته در پست مهاجم ارمنی‌تبار اهل ایران است که در دسته اول باشگاه‌های تهران بازی می‌کرد.

## باشگاهی
از باشگاه‌هایی که در توپ زده‌است می‌توان آرارات تهران را اشاره کرد.

### گل‌ها
| هفته | تاریخ       | مکان | حریف  | گل وی | نتیجه | رویداد                            |
| ---- | ----------- | ---- | ----- | ----- | ----- | --------------------------------- |
|      | ۱۹ تیر ۱۳۴۳ |      | شاهین | ۲–۰   | ۳–۴   | گروه دوم دسته اول باشگاه‌های تهران |
|      | ۱۳۴۴        |      | پولاد | ۱–۰   | ۵–۱   |                                   |